# グレゴリー・ニコテロ
グレゴリー・ニコテロ（Gregory Nicotero, 1963年3月15日 - ）は、特殊効果クリエイター、俳優、監督である。ジョージ・A・ロメロの1985年の映画『死霊のえじき』で特殊メイク・アーティストとして頭角を現した。

## キャリア
『ジョーズ』を見て特殊効果に興味を持つようになる。ニコテロはペンシルベニア州ピッツバーグでトム・サヴィーニのもとで特殊効果を学び、キャリアをスタートさせた。
1985年にジョージ・A・ロメロの『死霊のえじき』に参加した際、後に共同でKNB EFXを立ち上げるハワード・バーガーと出会った。ニコテロはバーガーとロバート・カーツマンと共にハリウッドに移った。
2010年には映画『プレデターズ』でプレデターをデザインし、リバー・ゴースト・エイリアンもデザインした。
2010年より開始されたテレビシリーズ『ウォーキング・デッド』では特殊効果のほかに多数のエピソードの監督も務めている他、本人も作中で何度かウォーカーを演じている。2015年に始まったそのスピンオフ『フィアー・ザ・ウォーキング・デッド』では製作総指揮を務める。

## フィルモグラフィ

### 出演
- 死霊のえじき Day of the Dead （1985）- ジョンソン二等兵
- Night of the Creeps （1986）ノンクレジット
- Intruder （1989）
- Halloween 5 （1989）ノンクレジット
- Body Bags (1993） テレビ映画
- The Demolitionist （1995）
- フロム・ダスク・ティル・ドーン From Dusk till Dawn (1996）
- TATARI タタリ House on Haunted Hill (1999）ノンクレジット
- Cursed （2005）ノンクレジット
- ランド・オブ・ザ・デッド Land of the Dead （2005）
- ヒルズ・ハブ・アイズ The Hills Have Eyes （2006）
- Cemetery Gates （2006）
- ダイアリー・オブ・ザ・デッド Diary of the Dead （2008）
- ジンジャーデッドマン VS パペット・モンスター Gingerdead Man 2: Passion of the Crust （2008）
- ピラニア3D Piranha 3D （2010）
- イングロリアス・バスターズ Inglourious Basterds （2009）ノンクレジット
- ウォーキング・デッド The Walking Dead （2012-2022）テレビシリーズ、ノンクレジット

### 監督
- The United Monater Talent Agency （2010）短編映画
- The Walking Dead: Torn Apart （2011）ウェブシリーズ、※全6話監督・脚本兼任
- ウォーキング・デッド The Walking Dead （2012-2022）テレビシリーズ
  - 第2シーズン 第11話 「生かすか殺すか」 （2012）
  - 第3シーズン 第5話 「愛が狂ったとき」 （2012）
  - 第3シーズン 第11話 「表と裏の狭間で」 （2013）
  - 第3シーズン 第14話 「この世の定め」 （2013）
  - 第4シーズン 第1話 「嵐の前の静けさ」 （2013）
  - 第4シーズン 第9話 「そして、独りに」 （2014）
  - 第5シーズン 第1話 「食うか食われるか」 （2014）
  - 第5シーズン 第9話 「弔いの帰郷」 （2015）
  - 第5シーズン 第12話 「居住審査」 （2015）
  - 第5シーズン 第16話 「古き友よ」 （2015）
  - 第6シーズン 第1話 「導かれし屍たち」 （2015）
  - 第6シーズン 第9話 「決死の一夜」 （2016）
  - 第6シーズン 第12話 「殺めるべき者」 （2016）
  - 第6シーズン 第16話 「悪魔の口笛」 （2016）
  - 第7シーズン 第1話 「惨き鉄槌」 （2016）
  - 第7シーズン 第2話 「王国」 （2016）
  - 第7シーズン 第9話 「戦いの礎」 （2017）
  - 第7シーズン 第12話 「覚悟」 （2017）
  - 第7シーズン 第16話 「意思を継ぐ者たち」 （2017）
  - 第8シーズン 第1話 「全面戦争」 （2017）
  - 第8シーズン 第3話 「ゆがんだ正義」 （2017）
  - 第8シーズン 第9話 「夢」 （2018）
  - 第8シーズン 第12話 「生き残る鍵」 （2018）
  - 第8シーズン 第16話 「戦いの果て」 （2018）
  - 第9シーズン 第1話 「新たな幕開け」（2018)
  - 第9シーズン 第5話 「清算」（2018)
  - 第9シーズン 第9話 「死人の正体」（2019)
  - 第9シーズン 第16話 「嵐の予感」(2019)
  - 第10シーズン第1話 「境界線」(2019)
  - 第10シーズン第2話「終末の始まり」(2019)
  - 第10シーズン第12話「自由への道」(2020)
  - 第10シーズン第16話 「絶体絶命」(2020)
  - 第11シーズン第5話 「アウト・オブ・ジ・アッシェズ」(2021)
  - 第11シーズン第6話 「オン・ジ・インサイド」(2021)
  - 第11シーズン第17話 「ロックダウン」(2022)
  - 第11シーズン第24話 (2022)

### 製作総指揮
- ウォーキング・デッド: ダリル・ディクソン The Walking Dead: Daryl Dixon